# 臨江閣
臨江閣（りんこうかく）は、群馬県前橋市大手町にある、近代和風建築の迎賓施設。本館、別館、茶室は国の重要文化財に指定されている。

## 概要

### 本館

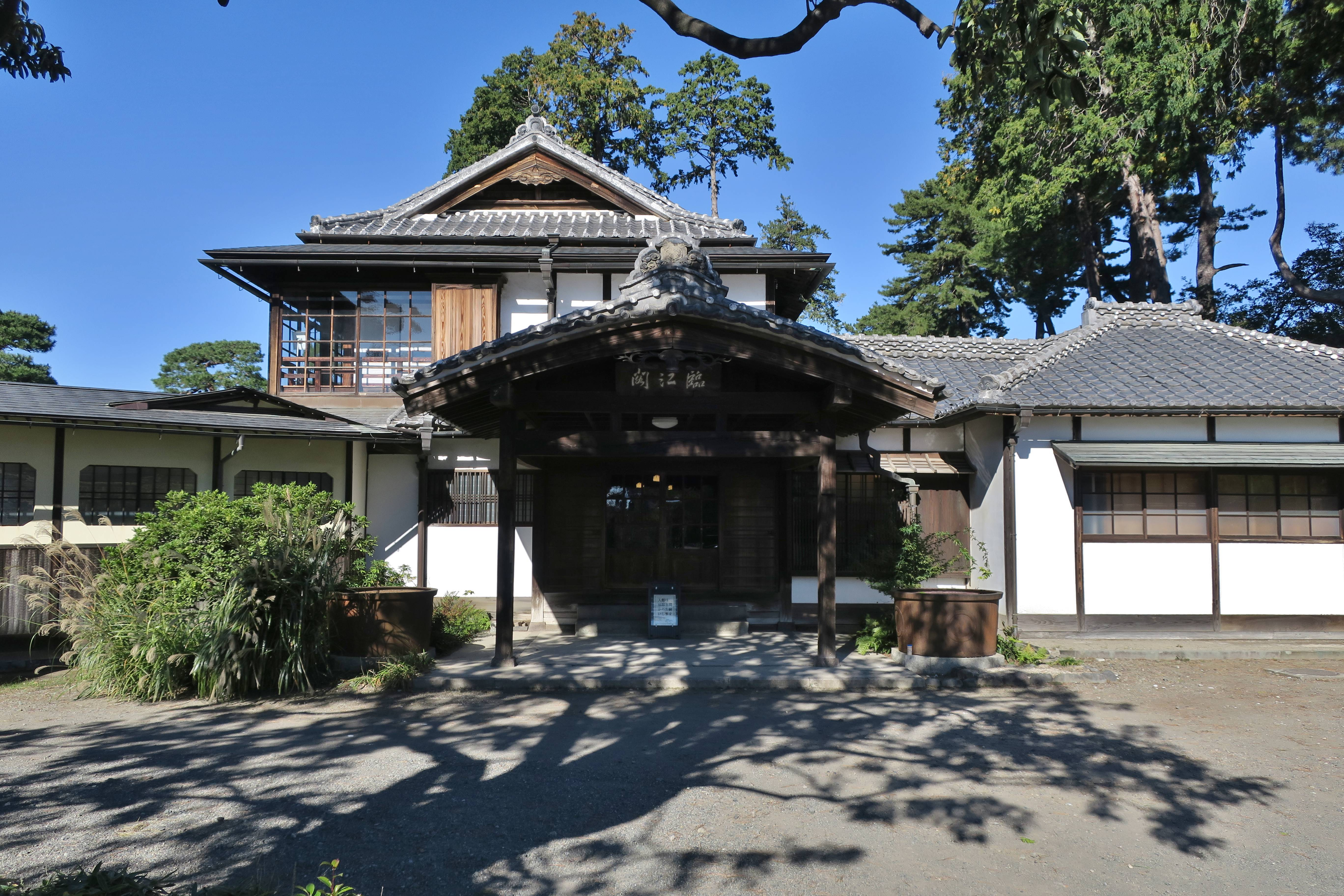
本館

1884年（明治17年）9月竣工。当時の群馬県令・楫取素彦（かとりもとひこ）の提言がきっかけとなり、土地を下村善太郎が提供し、前橋の企業や町民有志の募金により、迎賓館として建てられた。建築費は約5千円。当初は市有財産ではなく、寄付を行った町民らの組織によって運営されていた。建築中に楫取素彦が元老院議官に転出したため、未完成の本館で送別会を行った。1885年（明治18年）3月20日に落成し、開業式が挙行された。建物名の「臨江」は「利根川に臨む」の意である。建物は、木造2階建て、入母屋造、桟瓦葺き。桁行17.9メートル、梁間10.3メートル。1階には「一の間」「次の間」「三の間」「控えの間」を設け、建物西側の突出部には「奥座敷」「次の間」がある。一の間は畳をはずせば能舞台として使用できる設えになっている。2階には「一の間（御座所）」「次の間」「控えの間」がある。1893年（明治26年）10月20日から21日にかけて、近衛師団小機動演習天覧のための行幸の行在所となり明治天皇が宿泊した。

### 茶室
京都の宮大工・今井源兵衛（直前に星ヶ岡茶寮の建築に携わっている）によって、本館より2か月遅れて1884年（明治17年）11月に完成した。本館が市民らの寄付によるのに対し、茶室は楫取素彦県令や県庁職員の寄付による。木造平屋建て。桁行5.4メートル、梁間4.9メートル。東側に8畳の書院、西側に4畳半の茶室を設ける。書院部分は寄棟造、茶室部分は入母屋造でいずれも桟瓦葺きとする。

### 別館

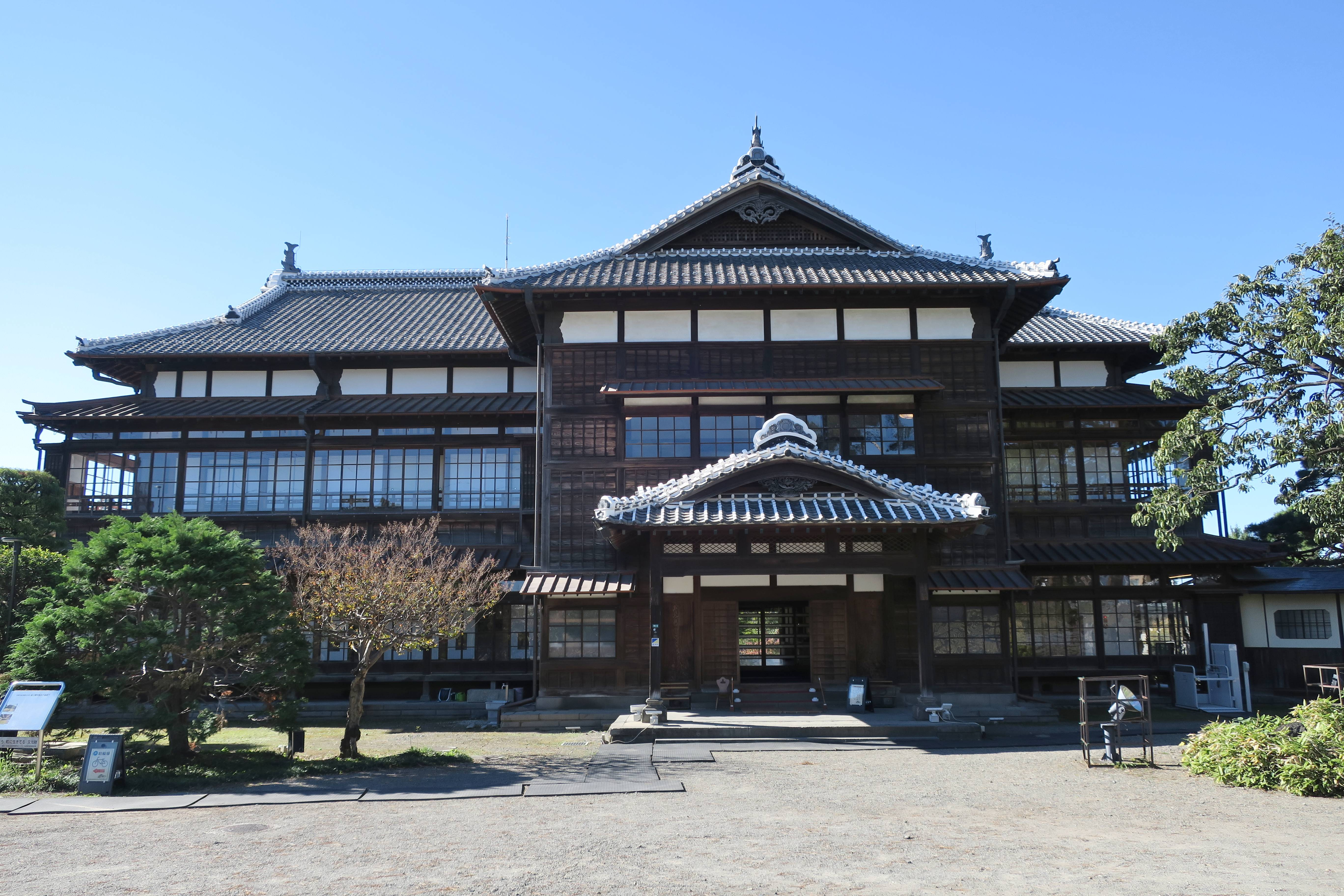
別館

1910年（明治43年）8月竣工。群馬県の主催で開催された一府十四県聯合共進会の貴賓館として建てられた。木造2階建て、入母屋造、桟瓦葺きの建築である。1階には和室5室と60畳大の洋室があり、2階は180畳大の大広間とする。延べ床面積は、約1,001.02 m2。建築にあたっては安中の中山道杉並木の老杉の払い下げを受けて使用したと伝えられる。
1945年（昭和20年）から1954年（昭和29年）7月まで前橋市役所庁舎として使われたほか、1981年（昭和56年）まで中央公民館。
2階の大広間に、創建当時に無かった舞台が設置されていたが、「平成の大修理」で撤去して創建当時の姿に戻すことになった。
大広間は詩人の萩原朔太郎の結婚式でも使われた。

## その他
- 「臨江閣本館茶室二棟付棟札」は1986年3月7日群馬県指定重要文化財に、「臨江閣別館　付棟札及び渡廊下」は同年6月6日前橋市指定重要文化財に指定されていたが[11]、棟札は1996年度に展示されたのを最後に所在不明となり[12]、国の重要文化財に指定されるにあたり棟札は指定範囲に含まれなかった。
- 築100年を過ぎたため、2016年（平成28年）3月より1年半近くをかけて耐震補強工事を含めた大規模な改修工事を実施し、2017年（平成29年）9月より一般公開を再開した。本来は2015年（平成27年）より実施予定であったが、NHK大河ドラマ『花燃ゆ』の放送に合わせて観光客を誘致するため、1年先送りにした。
- 2025年4月23日、インターネットテレビ局「AbemaTV」のドラマ撮影中に、照明機材の熱で縁側の床が焦げ、直径12センチの丸い焦げ跡ができた。ドラマの撮影は同月末にも予定されていたが、前橋市はこの件を受け、安全対策が確保できるまで不許可にした[13]。